# Beavis and Butt-Head Do Christmas
Beavis and Butt-Head Do Christmas es un especial navideño de la serie Beavis and Butt-Head. Está formado por cuatro segmentos que son parodias a historias o tradiciones relacionadas con la Navidad.

## Sinopsis
Hu, hu, humbug
En la hamburguesería en vísperas de Navidad, Beavis cocina a un ratón muerto mientras Butt-Head duerme parado. Beavis comienza a dormirse, teniendo un sueño en el que él es el dueño del restaurante y Butt-Head y Mr. McViker son sus empleados, decide pasar la Navidad solo mirando un video pornográfico en sucasa, pero es interrumpido por Butt-Head convertido en fantasma y le avisa que será visitado por tres fantasmas esa misma noche. Después de esto es visitado por el fantasma de las navidades pasadas (el Sr. Anderson), quien le muestra a través de su TV como ha pasado las navidades en su vida, luego es visitado por el fantasma de las navidades presentes (Mr. Van Driessen), quien le muestra como es celebrada la Navidad mostrándole a la familia de Mr. McViker, que aunque tienen muy poco por lo que ser felices celebran la Navidad, y que los niños morirán de hambre a menos que le dé un aumento a su empleado, y por último es visitado por el fantasma de las navidades futuras (Mr. 'Coach' Buzzcut), quien le muestra como será la próxima Navidad si no hace cambios en su vida: los hijos de Mr. McViker morirán por su culpa y el morirá sin haber perdido la virginidad. Ante esto, Beavis comienza a reflexionar, pero antes de esto es despertado por Butt-Head, que dice que es medianoche y por lo tanto le toca dormir.
It`s a Miserable Life
En Navidad, varias personas rezan por las muertes de Beavis y Butt-Head y Dios contrata a un ángel para matar al dúo. Para esto, le muestra a Butt-Head como serían las cosas si el no hubiera nacido: Tom Anderson mantendría a su jardín en perfectas condiciones, McVikar mantendría su cordura y su cabello, Daria no tendría una mala idea de los hombres y Beavis sería el mejor amigo de Stewart. Después de la visión, Butt-Head se niega a suicidarse de todas maneras, al igual que Beavis.
Santa Butt-Head
Butt-Head vestido de Santa Claus y Beavis disfrazado como un reno comienzan a leer cartas de Navidad de gente supuestamente de la vida real.